# يونغ باسي
يونغ باسي (بالإنجليزية: Ruey Young Bussey)‏ هو ضابط أمريكي، ولد في 4 أكتوبر 1917 في تيمسون في الولايات المتحدة، وتوفي في 7 يناير 1945 في خليج لنغاين في الفلبين.